# Habsburg–Toscanai ág
A Habsburg–Toscanai ág vagy Habsburg–Toszkánai ág (németül: Linie Habsburg-Toskana, csehül: větev Habsbursko-Toskánská), olaszul: ramo Asburgo-Toscano) a Habsburg–Lotaringiai-ház egyik oldalága III. Ferdinánd toszkánai nagyhercegtől számítva. Az oldalág leszármazottai adták a Toszkánai Nagyhercegség uralkodó hercegeit, valamint olyan magas rangú és ismert személyeket, mint Ferenc Szalvátor főherceg, aki Habsburg–Lotaringiai Mária Valéria főhercegnő (I. Ferenc József császár és Sissi leányának) férje volt, Lujza Antonietta szász koronahercegnét, a magyarosan Herceg Szász–Coburg Ágostonnét vagy az eltűnt Johann Orth hajóskapitányt is. Az ág tagjait a toszkánai herceg(nő)i cím mellett az osztrák főherceg(nő)i rang is megillette. Az oldalágnak ma is élnek leszármazottai.

## Leszármazási ág
III. Ferdinánd toszkánai nagyherceg megalapításával:
1. Karolina Fernanda főhercegnő (1793–1802)
2. Ferenc Lipót főherceg (1794–1800)
3. II. Lipót toszkánai nagyherceg (1797–1870)
∞ (1.) Szászországi Mária Anna (2.) Bourbon–Szicíliai Mária Antónia
  1. (1.) Mária Karolina Auguszta főhercegnő (1822–1841)
  2. (1.) Auguszta Ferdinanda főhercegnő (1825–1864)
∞ Luitpold bajor királyi herceg
  3. (1.) Mária Maximiliána főhercegnő (1827–1834)
  4. (2.) Mária Izabella főhercegnő (1834–1901)
∞ Ferenc di Paola, Trapani grófja
  5. (2.) IV. Ferdinánd toszkánai nagyherceg (1835–1908)
∞ Aliz Bourbon–parmai hercegnő
    1. Mária Antonietta főhercegnő (1858–1883)
    2. Leopold Wölfling (1868–1935)
    3. Lujza Antonietta főhercegnő (1870–1947)
∞ III. Frigyes Ágost szász király
    4. József Ferdinánd főherceg (1872–1942)
    5. Péter Ferdinánd főherceg (1874–1948) (ma is élnek leszármazottai)
∞ Bourbon–Szicíliai Mária Krisztina
    6. Henrik Ferdinánd főherceg (1878–1969) (ma is élnek leszármazottai)
    7. Anna Mária főhercegnő (1879–1961)
    8. Margit Mária főhercegnő (1881–1965)
    9. Germána főhercegnő (1884–1955)
    10. Róbert Ferdinánd főherceg (1885–1895)
    11. Ágnes főhercegnő (1891–1945)

  6. (2.) Mária Terézia főhercegnő (1836–1838)
  7. (2.) Mária Krisztina főhercegnő (1838–1849)
  8. (2.) Károly Szalvátor főherceg (1839–1892)
∞ Bourbon–Szicíliai Mária Immakuláta
    1. Mária Terézia Antonietta főhercegnő (1862–1933)
∞ Habsburg–Tescheni Károly István főherceg
    2. Lipót Szalvátor főherceg (1863–1931) (ma is élnek leszármazottai)
∞ Spanyolországi Blanka infánsnő
    3. Ferenc Szalvátor főherceg (1866–1939) (ma is élnek leszármazottai)
∞ Habsburg–Lotaringiai Mária Valéria főhercegnő
    4. Karolina Mária Immakuláta főhercegnő (1869–1945)
∞ Ágost Lipót szász–coburg–koháry herceg
    5. Albert Szalvátor főherceg (1871–1896)
    6. Mária Antonietta főhercegnő (1874–1891)
    7. Mária Immakuláta Raineria főhercegnő (1878–1968)
∞ Róbert württembergi herceg
    8. Rainer Szalvátor főherceg (1880–1889)
    9. Henrietta főhercegnő (1884–1886)
    10. Ferdinánd Szalvátor főherceg (1888–1891)

  9. (2.) Mária Anna főhercegnő (1840–1841)
  10. (2.) Rainer Szalvátor főherceg (1842–1844)
  11. (2.) Mária Lujza Annunciáta főhercegnő (1845–1917)
∞ II. Károly isenburg–büdingeni herceg
  12. (2.) Lajos Szalvátor főherceg (1847–1915)
  13. (2.) Johann Orth (1852–1911)
4. Mária Lujza Jozefa főhercegnő (1799–1857)
5. Mária Terézia Franciska főhercegnő (1801–1855)
∞ Károly Albert szárd–piemonti király